# Biên niên sử thế giới (từ năm 3200 TCN đến năm 1 TCN)
Dưới đây là biên niên sử thế giới các sự kiện nổi bật diễn ra từ năm 3200 Trước Công nguyên đến năm 0.
Chú thích: Dấu "-" biểu thị thời gian Trước Công nguyên.

## Cụ thể
| Thời gian (Từ-đến) | Sự kiện nổi bật | Khu vực/Quốc gia | Ghi chú |
| ------------------ | --- | ---------------- | ------- |
| -3200 đến -2780    | Thời kỳ Triều đại thứ I và Triều đại thứ II ở Ai Cập | Ai Cập           |         |
| -3000 đến -2000    | Người Hellene, một dân tộc thuộc ngữ hệ Ấn-Âu, di cư từ phía bắc xuống khu vực ngày nay là nước Hy Lạp. |                  |         |
| -2850 đến -2450    | Triều đại Ur thứ nhất ở vùng Sumer (miền Nam Babylonia, Ur là tên của một trong các thành phố cổ ở Nam Babylonia). | Babylonia        |         |
| -2780 đến -2280    | Giai đoạn Cựu Vương quốc Ai Cập. Triều đại thứ III đến VI. Ba kim tự tháp được xây ở Giza (Cộng hòa Ai Cập ngày nay) | Ai Cập           |         |
| -2500              | Eannatum, vua của người Sumer, chinh phục hai thành phố Ur và Kish, cũng trong vùng Sumer. |                  |         |
| -2500 đến -1700    | Văn minh sớm của Ấn Độ, dọc theo thung lũng sông Indus | Ấn Độ            |         |
| -2350 đến -2295    | Thời kỳ trị vì của Sargon, vua của người Akkad. Cho đến lúc chết, vua Sargon đã chinh phục các khu vực Babylon, Elam (bắc vịnh Ba Tư), Assyria (Tây Nam Á) và một phần Siry. | Akkad            |         |
| -2356 đến -2255    | Vua Nghiêu Trung Quốc. Sau truyền ngôi cho Thuấn. | Trung Quốc       |         |
| -2205              | Nhà Hạ, nhà nước sơ khai của Trung Quốc được thành lập. Có 17 đời vua. Tiếp sau nhà Hạ là nhà Thương | Trung Quốc       |         |
| -2200 đến -2100    | Thời kỳ các Triều đại từ thứ VII đến thứ X của Ai Cập. | Ai Cập           |         |
| -2140 đến -2030    | Triều đại Ur đưa vùng Sumer phát triển đến tột đỉnh. Nhưng trong vòng 100 năm đến 150 năm sau đó, Sumer với tư cách là một dân tộc đã suy thoái và sụp đổ. |                  |         |
| -2100 đến -1788    | Thời kỳ Trưng Vương quốc ở Ai Cập, các Triều đại từ XI đến XVII. | Ai Cập           |         |
| -2100              | Người Ấn-Âu, có liên quan đến người Hy Lạp, xâm nhập vào Italia từ phía bắc. |                  |         |
| -2000 đến -1000    | Người Arya xâm nhập vào Ấn Độ qua những đèo phía tây bắc. | Ấn Độ            |         |
| -1900 đến -1600    | Triều đại Babylon thứ I. Khoảng năm -1800, vua Hammurabi của Babylon cai trị toàn bộ vùng Mesopotamia. Ông thực hiện các chương trình xây dựng và cải cách dân sự to lớn. Ông đã xây dựng và ban hành bộ luật đầu tiên. Bộ luật được sắp xếp một cách có hệ thống.                                                      | Babylon          |         |
| -1830 đến -1810    | Người vùng Babylon cai trị vùng Assyria |                  |         |
| -1810              | Shamshi-Adad giải phóng người Assyria khỏi ách cai trị của người Babylon |                  |         |
| -1766 đến -1122    | Nhà Thương ở Trung Quốc. Có 30 đời vua | Trung Quốc       |         |
| -1680 đến -1580    | Những kẻ xâm lược ngoại bang thuộc bộ tộc Hyksos (đến từ châu Á) cai trị Ai Cập (Triều đại XV và XVI). Họ đưa loài ngựa và Ai Cập. Cuộc chiến tranh chống lại người Hyksos bắt đầu dưới Triều đại XVII (từ -1600 đến -1580).                                                                                            | Ai Cập           |         |
| -1600 đến -1150    | Người Kassite (Bắc Ba Tư) chinh phục Đế quốc Babylon. Vào thời kỳ này, ngựa được sử dụng khắp khu vực Trung Đông | Babylon          |         |
| -1580 đến -1090    | Thời kỳ Tân Vương quốc (hay Đế quốc mới) ở Ai Cập. Các triều đại từ XVIII đến XX. | Ai Cập           |         |
| -1490 đến -1471    | Giai đoạn trị vì của Pharaông Thutmosis III của Ai Cập, chồng và anh trai của Hoàng hậu Hatshepsut. Năm -1479, ông chiến thắng đối thủ là vua Kadesh tại Megiddo và mở rộng vương quốc của mình sang phía đông sông Euphrates.                                                                                          | Ai Cập           |         |
| -1411 đến -1375    | Giai đoạn trị vì của Pharaông Amenhotep III thuộc Triều đại thứ XVIII của Ai Cập. Thông qua quan hệ ngoại giao với các nhà nước do ông cai trị. Amenhotep III mở rộng lãnh thổ Ai Cập và có công lớn trong việc làm cho Ai Cập phát triển phồn vinh.                                                                    | Ai Cập           |         |
| -1390 đến -1350    | Giai đoạn trị vì của Shubbiuliu, Hoàng đế vĩ đại của người Hittite. Ông mở rộng vương quốc Tiểu Á của mình và đuổi người Ai Cập ra khỏi Siry. | Hittite          |         |
| -1375 đến -1358    | Giai đoạn trị vì của Pharaông Amenhotep IV, thường được gọi là Ikhnaton (hay Amenophis IV) thuộc Triều đại thứ XVIII của Ai Cập. Là nhà cải cách tôn giáo, ông xây dựng tôn giáo đơn thần, thờ mặt trời. Khi ông chết, tôn giáo của ông cũng thôi tồn tại.                                                              | Ai Cập           |         |
| -1352              | Giai đoạn trị vì của Pharaông Tutankhamen ở Ai Cập (lăng mộ của ông được giữ nguyên đến khi được khám phá, năm 1922). | Ai Cập           |         |
| -1292 đến -1225    | Giai đoạn trị vì của Pharaông Ramses II, Triều đại Ai Cập XIX. Ông giao chiến với người Hittite. Rốt cuộc, năm -1272 ông buộc phải chia vùng Siry cho họ. | Ai Cập           |         |
| -1225 đến -1215    | Giai đoạn trị vì của Pharaông Merneptah thuộc Triều đại XIX của Ai Cập. Có khả năng dưới thời cai trị của ông, Moses đưa người Do Thái di cư khỏi Ai Cập. | Ai Cập           |         |
| -1200              | Người Israel và người Philistine (sống ở phía đông Địa Trung Hải) xâm chiếm vùng Canaan (Palestine). |                  |         |
| -1200 đến -1085    | Thời kỳ cai trị của Triều đại thứ XX ở Ai Cập | Ai Cập           |         |
| -1198 đến -1167    | Giai đoạn trị vì của Pharaông Ramses III, Triều đại thứ XX ở Ai Cập. Ông là vị vua cuối cùng có khả năng bảo vệ đất nước khỏi họa xâm lăng. | Ai Cập           |         |
| -1184              | Troy một thành phố của vương quốc Phrygia, Tiểu Á bị người Arcadia (sống ở vùng núi Hy Lạp), người Achaea (sống ở Nam Hy Lạp) và người Thessalia (sống ở Đông Hy Lạp) cướp phá sau một cuộc chiến tranh kéo dài mười năm. Có thể đây là cuộc chiến tranh được Hôme mô tả trong tác phẩm Iliad (thuộc thời đại đồ đồng). |                  |         |
| -1145 đến -1123    | Giai đoạn trị vì của Nebuchadnezzar I, vua của vùng Babylon. Ông đã khuất phục người Elamites. Về sau ông bị người Assyria đánh bại | Babylon          |         |
| -1100              | Người Doria (sống ở tây bắc Tiểu Á) xâm lược Hy Lạp từ phía tây và phía bắc. |                  |         |
|                    | |                  |         |
|                    | |                  |         |